# Camptocrossa
Camptocrossa är ett släkte av fjärilar. Camptocrossa ingår i familjen nattflyn.
Kladogram enligt Catalogue of Life:
| Camptocrossa | \| \| Camptocrossa acrocausta \| \| \| \| \| \| Camptocrossa selenotypa \| \| \| \| |
|              | \| \| Camptocrossa acrocausta \| \| \| \| \| \| Camptocrossa selenotypa \| \| \| \| |
|              | Camptocrossa acrocausta                                                             |
|              |                                                                                     |
|              | Camptocrossa selenotypa                                                             |
|              |                                                                                     |